# جيسي أ. فرنانديز
جيسي أ. فرنانديز هو مصور ورسام كوبي، ولد في 1925 في هافانا في كوبا، وتوفي في 1986 في باريس في فرنسا.